# James Collins (Fußballspieler, 1983)
James Michael Collins (* 23. August 1983 in Newport) ist ein ehemaliger walisischer Fußballspieler. Der Innenverteidiger wurde 2005 zum „Welsh Young Player of the Year“ gewählt.

## Vereinskarriere
Collins kam 2000 als Nachwuchsspieler zum walisischen Vorzeigeklub Cardiff City. 2003 stieg er mit dem Klub in die zweithöchste englische Spielklasse auf. Bis zu seinem Wechsel zu West Ham United im Jahre 2005 absolvierte der Verteidiger 66 Ligaspiele.
Er wechselte gemeinsam mit seinem Teamkollegen und Landsmann Danny Gabbidon für zusammen 3,5 Mio. £ zum Ostlondoner Klub. Sein Debüt in der Premier League gab Collins am 29. Oktober 2005 gegen den FC Liverpool. In der Saison 2006/07 stand West Ham mit nur 20 Punkten aus 29 Spielen und zehn Punkten Rückstand auf einen Nichtabstiegsplatz abgeschlagen am Tabellenende. Als mit Matthew Upson und Gabbidon zwei Innenverteidiger ausfielen bildete Collins daraufhin bis zum Saisonende mit Anton Ferdinand das Innenverteidigerpaar. West Ham gewann sieben der letzten neun Spiele und schaffte noch den Klassenerhalt.
Seit der Saison 2007/08 hat Collins mit Verletzungsproblemen zu kämpfen, zunächst fiel er wegen Wachstumsstörungen längere Zeit aus, im Januar 2008 erlitt er einen schweren Bänderschaden der ihn für ein Jahr außer Gefecht setzt.
Im Sommer 2009 wechselte er für umgerechnet 5,7 Millionen Euro innerhalb der Premier League von West Ham United zu Aston Villa und unterschrieb dort für vier Jahre. Zur Saison 2012/13 kehrte er vorzeitig zu West Ham zurück.

## Nationalmannschaft
Sein erstes Spiel für die walisische Nationalmannschaft bestritt James Collins am 27. Mai 2004 in einem Freundschaftsspiel gegen Norwegen über 90 Minuten. In der folgenden WM-Qualifikation gab er in der zweiten Partie gegen Nordirland am 8. September sein Pflichtspieldebüt und danach gehörte er schon zum walisischen Stammaufgebot. Bis 2011 spielte er regelmäßig im Nationalteam, dann wurde er eine Zeitlang seltener berücksichtigt. Bei der WM-Qualifikation 2012/13 kam er immerhin viermal zum Einsatz, in der folgenden EM-Qualifikation spielte er jedoch nur in einer der 10 Partien und blieb die meiste Zeit auf der Ersatzbank. Als Ergänzungsspieler wurde er dann auch bei der Fußball-Europameisterschaft 2016 in Frankreich in das Aufgebot von Wales aufgenommen. Bei der EM kam er erstmals im Viertelfinale gegen Belgien zum Einsatz, als er in der 90. Minute eingewechselt wurde. Im Halbfinale gegen Portugal stand er für den gelbgesperrten Ben Davies in der Startelf und hatte in der ersten Halbzeit zweimal bei Abwehraktionen gegen Cristiano Ronaldo Glück, dass der Schiedsrichter diese nicht als Foul wertete. In der zweiten Halbzeit mussten die Waliser dann zwei Gegentore hinnehmen und schieden aus.